# Alexander De Croo
Alexander De Croo (ur. 3 listopada 1975 w Vilvoorde) – belgijski i flamandzki polityk i przedsiębiorca, od 2009 do 2012 przewodniczący partii Flamandzcy Liberałowie i Demokraci (Open VLD), w latach 2012–2020 wicepremier i minister, a od 2020 do 2025 premier Belgii.

## Życiorys
Jego ojciec Herman De Croo był ministrem i przewodniczącym Izby Reprezentantów.
W 1998 ukończył studia z zakresu zarządzania na Vrije Universiteit Brussel. Kształcił się następnie na Northwestern University w Chicago, odbył podyplomowe studia MBA w Kellogg School of Management. Od 1999 pracował jako menedżer projektów w międzynarodowej grupie doradczej Boston Consulting Group. W 2006 założył własną firmę pod nazwą Darts-ip, specjalizującą się w sprawach własności intelektualnej.
W czerwcu 2009 wystartował bez powodzenia w wyborach europejskich z 10. pozycji Flamandzkich Liberałów i Demokratów, uzyskując czwarty rezultat wśród 13 kandydatów. W październiku tego samego roku ogłosił swój start na stanowisko przewodniczącego tej partii. W grudniu 2009 w drugiej turze partyjnych wyborów zdobył blisko 55% głosów, pokonując Marina Keulena. Został tym samym przewodniczącym Open VLD, nie pełniąc nigdy wcześniej żadnych funkcji publicznych czy partyjnych.
W 2010 został wybrany do federalnego Senatu. Partią kierował do 2012. W październiku tego samego roku został wicepremierem i ministrem ds. emerytur w rządzie federalnym. W 2014 wybrano go do belgijskiej Izby Reprezentantów. Pozostał w rządzie, na czele którego stanął Charles Michel, obejmując urzędy wicepremiera oraz ministra rozwoju, agendy cyfrowej, telekomunikacji i poczty. W grudniu 2018 w trakcie rekonstrukcji gabinetu został wicepremierem oraz ministrem rozwoju i finansów. W 2019 z powodzeniem ubiegał się o reelekcję do niższej izby belgijskiego parlamentu. Pozostał na dotychczasowych funkcjach rządowych, gdy w październiku tegoż roku na czele przejściowego gabinetu stanęła Sophie Wilmès.
Ponownie mianowany na te stanowiska w marcu 2020, gdy Sophie Wilmès utworzyła swój drugi rząd. Gabinet ten w założeniu był rządem przejściowym, powołano go w okresie pandemii COVID-19 po wielu miesiącach od wyborów federalnych z maja 2019. Kontynuowano następnie rozmowy koalicyjne, na mocy których zawiązano porozumienie o utworzeniu rządu większościowego. Przystąpiły do niego obie partie liberalne (Open VLD i Ruch Reformatorski), obie partie socjalistyczne (flamandzka i walońska), obie partie ekologiczne (Groen i Ecolo) oraz flamandzcy chadecy. Na czele gabinetu stanął Alexander De Croo, który funkcję premiera objął 1 października 2020. Tego samego dnia zaprzysiężono pozostałych członków gabinetu.
W wyborach z czerwca 2024 ponownie uzyskał mandat posła do Izby Reprezentantów. Urząd premiera sprawował do 3 lutego 2025, kiedy to na czele nowego gabinetu stanął Bart De Wever.

## Skład rządu
- premier: Alexander De Croo (Open VLD)[9]
- wicepremier, minister gospodarki i pracy: Pierre-Yves Dermagne (PS)
- wicepremier, minister spraw zagranicznych, europejskich i handlu zagranicznego oraz ds. federalnych instytucji kultury: Sophie Wilmès (MR, do lipca 2022)[12]
- wicepremier, minister ds. mobilności: Georges Gilkinet (Ecolo)
- wicepremier, minister finansów: Vincent Van Peteghem (CD&V)
- wicepremier, minister spraw społecznych i zdrowia: Frank Vandenbroucke (sp.a/Vooruit)
- wicepremier, minister ds. służb publicznych i przedsiębiorstw publicznych: Petra De Sutter (Groen)
- wicepremier, minister sprawiedliwości: Vincent Van Quickenborne (Open VLD, do października 2023), Paul Van Tigchelt (Open VLD, od października 2023)
- wicepremier: David Clarinval (MR, od lipca 2022)[12]
- minister ds. klasy średniej, samozatrudnionych, małej i średniej przedsiębiorczości, rolnictwa, reform instytucjonalnych i odnowy demokratycznej: David Clarinval (MR)
- minister spraw zagranicznych, europejskich i handlu zagranicznego oraz ds. federalnych instytucji kultury: Hadja Lahbib (MR, od lipca 2022 do listopada 2024)[12][13], Bernard Quintin (MR, od grudnia 2024)[14]
- minister ds. emerytur i integracji społecznej: Karine Lalieux (PS)
- minister obrony: Ludivine Dedonder (PS)
- minister ds. klimatu, środowiska i zrównoważonego rozwoju: Zakia Khattabi (Ecolo)
- minister spraw wewnętrznych i reform instytucjonalnych: Annelies Verlinden (CD&V)
- minister współpracy rozwojowej: Meryame Kitir (sp.a/Vooruit, do grudnia 2022), Caroline Gennez (Vooruit, od grudnia 2022 do października 2024), Frank Vandenbroucke (Vooruit, od października 2024)[15]
- minister energii: Tinne Van der Straeten (Groen)
- sekretarze stanu: Thomas Dermine (PS, do grudnia 2024)[16], Mathieu Michel (MR), Sarah Schlitz (Ecolo, do kwietnia 2023), Sammy Mahdi (CD&V, do czerwca 2022), Eva De Bleeker (Open VLD, do listopada 2022), Nicole de Moor (CD&V, od czerwca 2022), Alexia Bertrand (Open VLD, od listopada 2022), Marie-Colline Leroy (Ecolo, od kwietnia 2023)